# 엄마의 커다란 김치찌개
《엄마의 커다란 김치찌개》(My Mom's Great Kimchi Stew)는 한국에서 제작된 한승훈 감독의 2009년 드라마 영화이다. 정승원 등이 주연으로 출연하였다.

## 출연

### 주연
- 정승원
- 이달형
- 서민경

## 제작진
- 프로듀서: 이은임
- 조명: 변인천
- 조연출: 김지영
- 사운드: 황정화
- 미술: 김지영
- 미술: 임은영